# Ернст Константин фон дер Асебург-Хиненбург
Ернст Константин фон дер Асебург-Хиненбург (на немски: Ernst Constantin von der Asseburg zu Hindenburg; * 17 февруари 1666 в Хиненбург при Бракел; † 19 януари 1726 в Нойенхерзе/част от Бад Дрибург) от род фон дер Асебург е господар в замък Хиненбург, днес в град Бракел в Северен Рейн-Вестфалия.
Той е син на Константин фон дер Асебург-Хиненбург (1623 – 1696) и съпругата му Анна Левина фон дер Липе († сл. 1696), дъщеря на Рабан Волф фон дер Липе цу Финзебек и Анна Катарина фон Доноп. Внук е на Лудвиг фон дер Асебург-Хиненбург (1583 – 1669) и Мария Елизабет фон Ерфа († 1639).
Ернст Константин умира на 59 години на 19 януари 1726 г. в Нойенхерзе (част от Бад Дрибург) и е погребан в Хиненбург.
Син му Херман Вернер (1702 – 1779) е издигнат на фрайхер. Син му Вилхелм Антон (1707 – 1782) е фрайхер и княжески епископ на Падерборн (1763 – 1782)

## Фамилия
Ернст Константин фон дер Асебург-Хиненбург се жени на 7 декември 1699 г. за фрайин Луция Отилия Франциска Волф-Метерних-Грахт (* 22 май 1680; † 8 февруари 1747, погребана в катедралата Падерборн), дъщеря на фрайхер Йохан Антон Волф-Метерних-Грахт и фрайин Анна Мария Магдалена фон Фюрстенберг цу Ватерлапе. Те имат вер. три деца:
- Анна Хелена фон дер Асебург-Хиненбург (* 1701; † 31 март 1761), омъжена 1723 г. за Вилхелм Фердинанд Вестфален цу Фюрстенберг († 23 февруари 1739, Фюрстенберг), син на фрайхер Фридрих Вилхелм Вестфален цу Фюрстенберг и Луция Елизабет фон Ледебур
- Херман Вернер Франц Готлиб фон дер Асебург-Хиненбург (* 17 февруари 1702, Падерборн; † 21 юни 1779, Хиненбург), фрайхер, премиер-министър на Курфюрство Кьолн и служител в княжеското епископство Падерборн, женен I. за Терезия фон Дрозте († 1734), II. на 15 ноември 1735 г. във Финзебек за фрайин Терезия София Антоанета фон дер Липе (* 13 април 1710, Падерборн; † 28 януари 1788, Хилдес хайм), дъщеря на фрайхер Йохан Фридрих Игнац фон дер Липе и фрайин Одилия Урсула Адолфина фон Шорлемер; имат три дъщери, между тях:
  - Мария Антонета Франциска София Валпурга Виктория Фелицитас фрайин фон дер Асебург (* 25 февруари 1744, Падерборн; † 6 октомври 1827, Мюнстер), омъжена на 28 януари 1765 г. в дворец Нойхауз, Падерборн за граф Йохан Игнац Франц Волф-Метерних-Грахтн, наричан Елмпт цу Бургау (* 6 юни 1740, Бон; † 1 март 1790, Бон)
  - Мария Тереза, омъжена за Теодор Вернер фон Бохолтц
- Вилхелм Антон фон дер Асебург (* 16 февруари 1707, дворец Хиненбург при Бракел; † 26 декември 1782, дворец Нойхауз), фрайхер, княжески епископ на Падерборн (1763 – 1782)